# Рэнсем-Кути, Фунмилайо
Фунмилайо Рэнсем-Кути (25 октября 1900, Абеокута, Нигерия — 13 апреля 1978, Лагос, Нигерия) — педагог, политический деятель, активистка за права женщин. Первая из нигерийских женщин стала водить машину и мотоцикл. За свою политическую деятельность Фунмилайо Рэнсем-Кути считается главным представителем интересов женщин в Нигерии. Также была одним из делегатов, которые вели переговоры с правительством Британии о независимости Нигерии.
Её дети — музыкант Фела Кути, врач Беко Рэнсем-Кути, министр здравоохранения Нигерии Оликойе Рэнсем-Кути. Внуки — музыканты Сеун Кути и Феми Кути.

## Биография
Родилась 25 октября 1900 года в городе Абеокута в семье христиан-йоруба Даниэля Олумейува Томаса и Лукреции Филлис Омойени Адеосолу.
Получила среднее образование в гимназии в Абеокуте, продолжает обучение в Англии. Вскоре возвращается в Нигерию, где становится учителем. 20 января 1925 года вышла замуж за Израэля Олудотун Рэнсем-Кути, одного из основателей Союза учителей Нигерии и Союза студентов Нигерии.
В 1968 году Ибаданский университет присудил ей звание почётного доктора.

## Деятельность
Известна прежде всего как политический и общественный деятель. Относила себя к африканским социалистам.

### Права женщин
Стала одной из первых, кто выступил против контроля цен, который сильно ограничивал нигерийских торговок. В то время торговля была одним из основных занятий женщин в Западной Нигерии. В 1953 году основала Федерацию обществ женщин Нигерии, которая позже вступила в альянс с Международной демократической федерацией женщин.
Также выступает за получение женщинами права голоса. В течение нескольких лет была членом Национального совета Нигерии и Камеруна, главенствующей партии Нигерии, однако была исключена из партии. Стала президентом Западной женской Ассоциации НСНК. В 1950-х она была одной из немногих женщин, избранных в Палату вождей, которая в то время была одной из самых влиятельных организаций Нигерии.
Вместе с Эниолой Шойинка, матерью Нобелевского лауреата Воле Шойинка, создала женскую организацию в Абеокуте, членами которой стали более 20 000 человек. Кроме того, она проводит семинары для необразованных женщин.

### Запрет на поездки

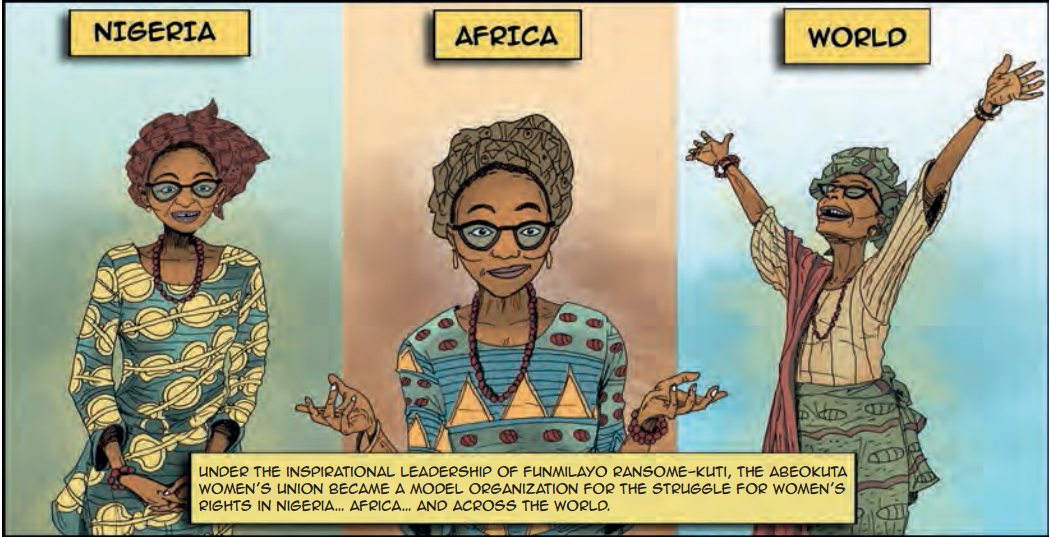
Изображение из «Funmilayo Ransome-Kuti And The Women’s Union of Abeokuta»

Как вице-президент Международной женской демократической федерации, много ездила по миру, чем вызывала негодование со стороны правительства Нигерии, Великобритании и США. В первую очередь осуждались её контакты с Восточным блоком во время Холодной войны. По этой причине ей были запрещены поездки в СССР, Венгрию и КНР. В 1956 году ей не заменили паспорт, аргументировав это тем, что она может продвигать коммунистические идеи среди других женщин. По той же причине Кути было отказано в выдаче визы в США.

## Смерть
Сыновья Ф. Рэнсем-Кути также вели активную общественную деятельность, которая часто вызывала негодование со стороны правительства. В 1978 году, в ходе нападения на Республику Калакута (коммуна, созданная её сыном, Фелой Кути) она была выброшена из окна неизвестным солдатом. В феврале того же года впала в кому и скончалась 13 апреля 1978 года.

## Образы в кино
- «1 октября», Кунле Афолаян, 2014. В роли Фунмилайо — Deola Sagoe[10]